# Gmina Domaljevac-Šamac
Gmina Domaljevac-Šamac (boś. Općina Domaljevac-Šamac) – gmina w Bośni i Hercegowinie, w kantonie posawskim. W 2013 roku liczyła 4771 mieszkańców.